# فيشواكسينا
فيشواكسينا (بالإنجليزية: Vishvaksena)‏، و(بالسنسكريتية: विष्वक्सेन)‏، هو القائد العام لجيش الإله الهندوسي فيشنو، بالإضافة إلى ذلك، يعمل كحارس وحاجب بوابة في مسكنه السماوي في فايكونثا (جنة). يُعتقد أنَّه يرمز إلى النصوص المقدسة آغم.
يصفه نص كاليكا بورانا بأنه مساعد فيشنو، وله أربعة أذرع، وله بشرة حمراء وبنية. يجلس على لوتس أبيض وله لحية طويلة وشعر متعرج. يحمل في يديه زهرة اللوتس، والجادا، والشانكا، وشاكرا.